# Toilers of the Sea
Toilers of the Sea er en amerikansk stumfilm fra 1923 af Roy William Neill.

## Medvirkende
- Lucy Fox som Hélène
- Holmes Herbert som Sandro
- Horace Tesseron som Jean
- Dell Cawley som André
- Lucius Henderson